# Formelsammlung Geometrie
Die Formelsammlung zur euklidischen Geometrie ist ein Teil der Formelsammlung, in der auch Formeln der anderen Fachbereiche zu finden sind.

## Bezeichner und Schreibweisen
In den allermeisten Fällen gilt:
1. Punkte werden mit lateinischen Großbuchstaben {\displaystyle (A,B,C,\ldots )} beschriftet.
2. Linien wie Geraden, Strecken und Bögen werden mit lateinischen Kleinbuchstaben {\displaystyle (a,b,c,\ldots )} beschriftet.
3. Winkel werden mit griechischen Kleinbuchstaben {\displaystyle (\alpha ,\beta ,\gamma ,\ldots )} beschriftet.

Im Folgenden werden Winkel im Gradmaß angegeben.

## Geometrie in der Ebene

### Grundlagen

#### Winkel
| Nebenwinkel Die Summe von Nebenwinkeln beträgt immer 180°. {\displaystyle \alpha +\beta =180^{\circ }} |
| Scheitelwinkel Scheitelwinkel sind immer gleich groß. {\displaystyle \alpha =\beta } |
| Stufenwinkel Stufenwinkel an geschnittenen Parallelen sind immer gleich groß. |
| Wechselwinkel Wechselwinkel an geschnittenen Parallelen sind immer gleich groß. |
| Außenwinkel Im Dreieck ist ein Außenwinkel gleich der Summe der beiden nichtanliegenden Innenwinkel. |
| Winkelsummen Die Summe der Innenwinkel in einem Dreieck ist immer 180° Die Summe der Innenwinkel in einem {\displaystyle n}-Eck ist immer {\displaystyle (n-2)\cdot 180^{\circ }} Die Summe der Außenwinkel beträgt in einem konvexen {\displaystyle n}-Eck stets 360° (unabhängig von der Eckenzahl {\displaystyle n}) |

#### Teilung einer Strecke
Verhältnisteilung: Um eine Strecke {\displaystyle AB} in einem bestimmten Verhältnis (in {\displaystyle n} gleiche Teile) zu teilen, zeichnet man zunächst einen beliebigen Strahl von {\displaystyle A} aus, der nicht parallel zu {\displaystyle AB} ist. Auf diesem trage man {\displaystyle n} mal eine beliebig lange Strecke ab. Den erhaltenen Endpunkt {\displaystyle C} verbinde man mit {\displaystyle B} und zeichne die Parallelen zu {\displaystyle BC} durch die bei der Unterteilung von {\displaystyle AC} entstandenen Punkte. Deren Schnittpunkte mit {\displaystyle AB} teilen {\displaystyle AB} in {\displaystyle n} gleiche Teile.

### Flächen und Umfänge

Ein Dreieck mit Standardbezeichnung

Die Standardbezeichnung für Dreiecke:
Eckpunkte{\displaystyle A,B} und {\displaystyle C}. Die Ecke {\displaystyle C} ist beim gleichschenkligen Dreieck der Treffpunkt der gleichen Seiten und beim rechtwinkligen Dreieck der Scheitel des rechten Winkels.
Seiten{\displaystyle a} ist die der Ecke {\displaystyle A} gegenüberliegende Seite, entsprechendes gilt für {\displaystyle b} und {\displaystyle c}. Beim gleichseitigen Dreieck werden alle Seiten mit {\displaystyle a} bezeichnet.
Winkel{\displaystyle \alpha } ist der (Innen-)Winkel in Ecke {\displaystyle A}, {\displaystyle \beta } der Winkel in Ecke {\displaystyle B} und {\displaystyle \gamma } der Winkel in Ecke {\displaystyle C}.
| Figur                           | Flächeninhalt A | Umfang U | Bemerkung, Weiteres |
| Dreieck                         | Dreieck | Dreieck | Dreieck |
| ------------------------------- | --- | --- | --- |
| Allgemeines Dreieck             | {\displaystyle {\frac {1}{2}}gh={\frac {1}{2}}bc\sin \alpha } {\displaystyle ={\frac {abc}{4R}}=k\cdot r} {\displaystyle ={\sqrt {k(k-a)(k-b)(k-c)}}} | {\displaystyle a+b+c} | Letztere Flächenformel wird als Satz des Heron bezeichnet. {\displaystyle k} ist der halbe Umfang, {\displaystyle R} der Umkreisradius und {\displaystyle r} der Inkreisradius. |
| Gleichseitiges Dreieck          | {\displaystyle {\frac {1}{4}}a^{2}{\sqrt {3}}} | {\displaystyle 3\cdot a} | Alle Seiten sind gleich lang. Alle Winkel sind gleich groß (60°). Höhenlinien = Symmetrieachsen = Winkelhalbierende = Seitenhalbierende= Mittennormale |
| Gleichschenkliges Dreieck       | {\displaystyle {\frac {1}{2}}c{\sqrt {a^{2}-{\frac {1}{4}}c^{2}}}} | {\displaystyle 2a+c} | Zwei Seiten sind gleich lang (Schenkel {\displaystyle a} und {\displaystyle b}); die dritte Seite heißt Basis {\displaystyle c} Die beiden Basiswinkel ({\displaystyle \alpha } und {\displaystyle \beta }) sind gleich groß. Die Höhenlinie durch {\displaystyle C} halbiert den Winkel {\displaystyle \gamma } und die Basis {\displaystyle c}.          |
| Rechtwinkliges Dreieck          | {\displaystyle {\frac {1}{2}}ab} | {\displaystyle a+b+c} | {\displaystyle \gamma =\alpha +\beta =90^{\circ }}. Hypotenuse = längste Seite = Seite gegenüber dem 90°-Winkel. Katheten = Seiten, die den rechten Winkel bilden. Es gilt die Satzgruppe des Pythagoras (s. u.) |
| Viereck                         | | | |
| Quadrat                         | {\displaystyle a^{2}} | {\displaystyle 4\cdot a} | Diagonale {\displaystyle d=a\cdot {\sqrt {2}}} |
| Rechteck                        | {\displaystyle a\cdot b} | {\displaystyle 2\cdot (a+b)} | Diagonale {\displaystyle d={\sqrt {a^{2}+b^{2}}}} |
| Raute (Rhombus)                 | {\displaystyle {\frac {1}{2}}ef=a^{2}\cdot \sin \alpha } | {\displaystyle 4\cdot a} | {\displaystyle e,f} = Diagonalen, {\displaystyle \alpha } = beliebiger Innenwinkel. |
| Parallelogramm                  | {\displaystyle a\cdot h_{a}} | {\displaystyle 2\cdot (a+b)} | {\displaystyle h_{a}} ist die Höhe zur Seite {\displaystyle a}. |
| Trapez                          | {\displaystyle m\cdot h={\frac {1}{2}}(a+c)\cdot h} | {\displaystyle a+b+c+d} | {\displaystyle a,c} = parallele Seiten, {\displaystyle m={\tfrac {1}{2}}(a+c)} = Mittellinie |
| symmetrischer Drachen (Deltoid) | {\displaystyle {\frac {1}{2}}ef} | {\displaystyle 2\cdot (a+b)} | {\displaystyle e,f} = Diagonalen. |
| Sehnenviereck                   | {\displaystyle {\sqrt {(s-a)(s-b)(s-c)(s-d)}}} {\displaystyle ={\frac {e\cdot (ab+cd)}{4R}}={\frac {f\cdot (ad+bc)}{4R}}} | {\displaystyle a+b+c+d} | Viereck mit Umkreis, {\displaystyle R} Umkreisradius {\displaystyle ={\frac {1}{4A}}{\sqrt {(ab+cd)(ac+bd)(ad+bc)}}}, {\displaystyle s} halber Umfang; {\displaystyle e,f} Diagonalen: {\displaystyle e={\sqrt {\frac {(ac+bd)(ad+bc)}{ab+cd}}}}, {\displaystyle f={\sqrt {\frac {(ab+cd)(ac+bd)}{ad+bc}}}}                                                |
| Tangentenviereck                | {\displaystyle r\cdot (a+c)=r\cdot (b+d)} | {\displaystyle a+b+c+d} | Viereck mit Inkreis mit Inkreisradius {\displaystyle r}. Es gilt {\displaystyle a+c=b+d} |
| Polygone                        | | | |
| Regelmäßiges Polygon            | {\displaystyle {\frac {n\cdot r_{\mathrm {u} }^{2}\cdot \sin {\frac {360^{\circ }}{n}}}{2}}} {\displaystyle =n\cdot r_{\mathrm {i} }^{2}\cdot \tan {\frac {180^{\circ }}{n}}} {\displaystyle ={\frac {n\cdot l_{\mathrm {k} }^{2}\cdot \cot {\frac {180^{\circ }}{n}}}{4}}} | {\displaystyle 2\cdot n\cdot r_{\mathrm {u} }\cdot \sin {\frac {180^{\circ }}{n}}} {\displaystyle =2\cdot n\cdot r_{\mathrm {i} }\cdot \tan {\frac {180^{\circ }}{n}}} {\displaystyle =n\cdot l_{\mathrm {k} }} | - {\displaystyle n} – Anzahl der Ecken - {\displaystyle r_{u}} – Radius des Umkreises, d. h. Entfernung vom Mittelpunkt zu einer Ecke - {\displaystyle r_{i}} – Radius des Inkreises, d. h. Entfernung vom Mittelpunkt zu einer Seitenmitte - {\displaystyle l_{k}} – Kantenlänge einer Seite des Polygons                                                 |
| Kreis                           | | | |
| Kreis                           | {\displaystyle \pi \cdot r^{2}={1 \over 4}\cdot \pi \cdot d^{2}} | {\displaystyle 2\cdot \pi \cdot r=\pi \cdot d} | Es bezeichnet {\displaystyle \pi =3{,}14159\ldots } die Kreiszahl. |
| Kreisring                       | {\displaystyle \pi \cdot (R^{2}-r^{2})} | {\displaystyle 2\cdot \pi \cdot (R+r)} | {\displaystyle R} = Außenradius, {\displaystyle r} = Innenradius |
| Kreisausschnitt                 | {\displaystyle \pi \cdot r^{2}\cdot {\alpha \over 360^{\circ }}={\frac {1}{2}}r^{2}\cdot \varphi } {\displaystyle ={\frac {1}{2}}\cdot b\cdot r} | {\displaystyle \pi \cdot r\cdot {\alpha \over 180^{\circ }}+2r=r(\varphi +2)} | b = {\displaystyle \pi \cdot r\cdot {\alpha \over 180^{\circ }}=r\cdot \varphi ;\quad \varphi =\alpha \cdot {\frac {\pi }{180^{\circ }}}} (Winkel im Bogenmaß) |
| Kreisabschnitt (Segment)        | {\displaystyle {\frac {1}{2}}r^{2}\cdot (\varphi -\sin \varphi )} | {\displaystyle r\cdot \left(2+{\sqrt {2-2\cos \varphi }}\right)} | {\displaystyle \varphi =\alpha \cdot {\frac {\pi }{180^{\circ }}}} (Winkel im Bogenmaß) |
| Kegelschnitte                   | | | |
| Ellipse                         | {\displaystyle \pi ab} {\displaystyle ={\frac {1}{4}}\pi \cdot D\cdot d} | {\displaystyle 4a\int \limits _{0}^{\frac {\pi }{2}}{\sqrt {1-\varepsilon ^{2}(\sin t)^{2}}}\ \mathrm {d} t=4a\;E(\varepsilon )}                                                                                | Menge der Punkte, für die die Summe der beiden Abstände zu zwei gegebenen Punkten (Brennpunkten) konstant ({\displaystyle 2a}) ist. Der Umfang lässt sich nicht mit elementaren Funktionen angeben (→ Elliptisches Integral). D,d großer und kleiner Durchmesser. Kartesische Koordinaten: {\displaystyle {\frac {x^{2}}{a^{2}}}+{\frac {y^{2}}{b^{2}}}=1} |
| Hyperbel                        | Keine geschlossene Fläche | Keine geschlossene Kurve | Menge aller Punkte, für die die absolute Differenz der Abstände zu den Brennpunkten konstant 2a ist. Kartesische Koordinaten: {\displaystyle {\frac {x^{2}}{a^{2}}}-{\frac {y^{2}}{b^{2}}}=1} |
| Parabel                         | Keine geschlossene Fläche | Keine geschlossene Kurve | Menge aller Punkte, deren Abstand zu einem speziellen festen Punkt (dem Brennpunkt) und einer speziellen Geraden (der Leitgeraden l) konstant ist. Kartesische Koordinaten: {\displaystyle y^{2}=2px\,}. |

### Dreiecksgeometrie

#### Ausgezeichnete Punkte
- Seitenhalbierende (Schwerlinien)

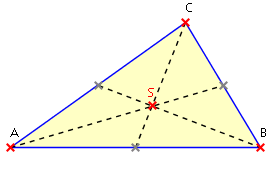
Seitenhalbierende und Schwerpunkt

  - teilen einander im Verhältnis 2:1.
  - schneiden sich in einem Punkt, dem Schwerpunkt S des Dreiecks.
  - teilen die Dreiecksfläche in je zwei gleich große Teilflächen.

- Schnittpunkt der Mittelsenkrechten (Mittennormalen) = Mittelpunkt des Umkreises.

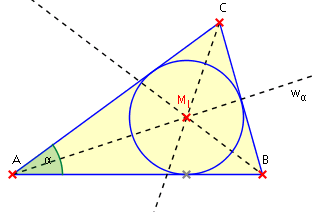
Winkelhalbierende und Inkreis

- Schnittpunkt der Winkelhalbierenden = Mittelpunkt des Inkreises.

- Höhenlinien

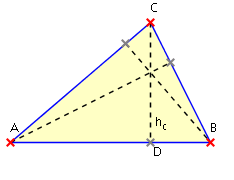
Höhen

  - schneiden einander in einem Punkt H, dem Höhenschnittpunkt des Dreiecks.
  - Die Höhe hc ist der Normalabstand des Punktes C zur Seite c (rechter Winkel bei D).

#### Satzgruppe des Pythagoras
- Satz des Pythagoras
Im rechtwinkligen Dreieck ist die Fläche des Quadrats über der Hypotenuse gleich der Summe der Flächen der Quadrate über den Katheten.
 Sind {\displaystyle a} und {\displaystyle b} die Längen der Katheten und {\displaystyle c} die Länge der Hypotenuse, dann gilt:
{\displaystyle a^{2}+b^{2}=c^{2}\,}[2]
- Kathetensatz
Im rechtwinkligen Dreieck ist das Quadrat über einer Kathete flächengleich dem Rechteck aus der Hypotenuse und der Projektion dieser Kathete auf die Hypotenuse.
 Mit den Bezeichnungen der untenstehenden Zeichnung gilt:
{\displaystyle a^{2}=p\cdot c,\ b^{2}=q\cdot c}
- Höhensatz
Im rechtwinkligen Dreieck ist das Quadrat über der Höhe auf der Hypotenuse flächengleich mit dem Rechteck aus den Hypotenusenabschnitten.
 Mit den Bezeichnungen der untenstehenden Zeichnung gilt:
{\displaystyle h^{2}=q\cdot p}[2]

#### Dreiecksungleichung
Die Summe zweier Seiten eines Dreiecks ist stets größer als die dritte Seite.

#### Kongruenz-undÄhnlichkeitssätze
Zwei Dreiecke sind kongruent bzw. deckungsgleich, wenn sie übereinstimmen in
1. drei Seiten (sss)
2. zwei Seiten und dem eingeschlossenen Winkel (sws)
3. zwei Seiten und dem Gegenwinkel der längeren Seite (Ssw)
4. einer Seite und den beiden anliegenden Winkeln (wsw)

Zwei Dreiecke sind ähnlich, wenn
1. drei Paare entsprechender Seiten das gleiche Verhältnis haben
2. zwei Paare entsprechender Seiten das gleiche Verhältnis haben und die von diesen Seiten eingeschlossenen Winkel übereinstimmen
3. zwei Paare entsprechender Seiten dasselbe Verhältnis haben und die Gegenwinkel der längeren Seiten übereinstimmen
4. zwei Winkel übereinstimmen

### Strahlensätze
1. Strahlensatz: Wird ein Zweistrahl durch zwei parallele Geraden geschnitten, so stehen die Strahlenabschnitte des ersten Strahles im gleichen Verhältnis wie die entsprechenden Abschnitte des zweiten Strahles.
2. Strahlensatz: Wird ein Zweistrahl durch zwei parallele Geraden geschnitten, so stehen die Parallelabschnitte im gleichen Verhältnis, wie die vom Scheitelpunkt aus gemessenen zugehörigen Strahlenabschnitte auf jeweils demselben Strahl.

## Geometrie der Körper
| Körper                                | Volumen V                                                                         | Oberfläche O                                                                                        | Bemerkungen, Weiteres |
| Prismen                               | Prismen                                                                           | Prismen                                                                                             | Prismen |
| ------------------------------------- | --------------------------------------------------------------------------------- | --------------------------------------------------------------------------------------------------- | --- |
| Parallelepiped (Spat)                 | {\displaystyle G\cdot h}                                                          | {\displaystyle 2\cdot (ah_{a}+bh_{b}+ch_{c})}                                                       | |
| Quader                                | {\displaystyle a\cdot b\cdot c}                                                   | {\displaystyle 2\cdot (ab+ac+bc)}                                                                   | Raumdiagonalenlänge {\displaystyle ={\sqrt {a^{2}+b^{2}+c^{2}}}}                                                                           |
| Allgemeines Prisma                    | {\displaystyle A_{G}\cdot h}                                                      | {\displaystyle 2A_{G}+A_{M}\,}                                                                      | {\displaystyle A_{M}} Mantelfläche |
| Säulen                                |                                                                                   | | |
| Rundsäule (Zylinder)                  | {\displaystyle \pi \cdot r^{2}\cdot h}                                            | {\displaystyle 2\pi r\cdot (r+h)}                                                                   | |
| Hohlzylinder                          | {\displaystyle \pi R^{2}h-\pi r^{2}h=\,} {\displaystyle \pi h(R+r)(R-r)\,}        | {\displaystyle 2\pi ((R+r)h+R^{2}-r^{2})\,}                                                         | {\displaystyle R,r} Außen-,Innenradius {\displaystyle M_{\text{aussen}}=2\pi Rh} {\displaystyle M_{\text{innen}}=2\pi rh}                  |
| Pyramide                              |                                                                                   | | |
| Allgemeine Pyramide                   | {\displaystyle {\frac {1}{3}}A_{G}h}                                              | {\displaystyle A_{G}+A_{M}\,}                                                                       | |
| Pyramidenstumpf                       | {\displaystyle {\frac {1}{3}}h\left(A_{G}+{\sqrt {A_{G}A_{D}}}+A_{D}\right)}      | {\displaystyle A_{G}+A_{D}+A_{M}\,}                                                                 | {\displaystyle A_{G}} Grundfläche {\displaystyle A_{D}} Deckfläche                                                                         |
| Kegel                                 |                                                                                   | | |
| Kreiskegel                            | {\displaystyle {\frac {1}{3}}\cdot \pi \cdot r^{2}\cdot h}                        | nur für senkrechte Kegel: {\displaystyle r\cdot \pi \cdot (r+s)}                                    | Zusammenhang von Radius, Höhe und Seitenhöhe: {\displaystyle s^{2}=r^{2}+h^{2}\,}                                                          |
| gerader Kegelstumpf                   | {\displaystyle {\frac {1}{3}}\pi h(r_{1}^{2}+r_{1}r_{2}+r_{2}^{2})}               | {\displaystyle A_{G}+A_{D}+A_{M}\,} {\displaystyle =\pi r_{2}^{2}+\pi r_{1}^{2}+\pi s(r_{1}+r_{2})} | {\displaystyle s=\mathrm {Mantellinie} ={\sqrt {(r_{2}-r_{1})^{2}+h^{2}}}} {\displaystyle r_{1},r_{2}} Radien                              |
| Platonische Körper                    |                                                                                   | | |
| Tetraeder                             | {\displaystyle {\frac {1}{12}}a^{3}{\sqrt {2}}}                                   | {\displaystyle a^{2}{\sqrt {3}}}                                                                    | |
| Hexaeder (Würfel)                     | {\displaystyle a^{3}\,}                                                           | {\displaystyle 6\cdot a^{2}}                                                                        | Raumdiagonalenlänge {\displaystyle =a{\sqrt {3}}}                                                                                          |
| Oktaeder                              | {\displaystyle {\frac {1}{3}}a^{3}{\sqrt {2}}}                                    | {\displaystyle 2a^{2}{\sqrt {3}}}                                                                   | |
| Dodekaeder                            | {\displaystyle {\frac {1}{4}}a^{3}(15+7{\sqrt {5}})}                              | {\displaystyle 3a^{2}{\sqrt {25+10{\sqrt {5}}}}}                                                    | |
| Ikosaeder                             | {\displaystyle {\frac {5}{12}}a^{3}(3+{\sqrt {5}})}                               | {\displaystyle 5a^{2}{\sqrt {3}}}                                                                   | |
| Kugel und Kugelteile                  |                                                                                   | | |
| Kugel                                 | {\displaystyle {4 \over 3}\cdot \pi \cdot r^{3}={1 \over 6}\cdot \pi \cdot d^{3}} | {\displaystyle 4\cdot \pi \cdot r^{2}=\pi \cdot d^{2}}                                              | |
| Kugelkalotte (Kugelmütze, Kugelkappe) |                                                                                   | {\displaystyle 2\cdot r\cdot \pi \cdot h}                                                           | |
| Kugelsegment (Kugelabschnitt)         | {\displaystyle {h^{2}\cdot \pi \over 3}\cdot (3r-h)}                              | {\displaystyle 2\cdot r\cdot \pi \cdot h+\rho ^{2}\pi }                                             | mit {\displaystyle \rho ^{2}=h\cdot (2r-h)}                                                                                                |
| Kugelzone (Kugelschicht)              | {\displaystyle {\frac {1}{6}}\pi \cdot h(3\cdot a^{2}+3\cdot b^{2}+h^{2})}        | {\displaystyle \pi \cdot (2\cdot r\cdot h+a^{2}+b^{2})}                                             | mit {\displaystyle 2\cdot a} = Durchmesser des unteren Schnittkreises und {\displaystyle 2\cdot b} = Durchmesser des oberen Schnittkreises |
| Drehkörper                            |                                                                                   | | |
| Ellipsoid                             | {\displaystyle {\frac {4}{3}}\cdot \pi \cdot a\cdot b\cdot c\,}                   | | Halbachsen a,b,c |
| Torus                                 | {\displaystyle 2\pi ^{2}\cdot R\cdot r^{2}}                                       | {\displaystyle 4\pi ^{2}\cdot R\cdot r}                                                             | |

siehe auch: Eulerscher Polyedersatz,
Prinzip von Cavalieri

## Trigonometrie
siehe: Trigonometrie, Formelsammlung Trigonometrie

## Analytische Geometrie
siehe: Analytische Geometrie, Formelsammlung analytische Geometrie